# Beckett (cráter)
Beckett es un cráter de impacto de 60 km de diámetro del planeta Mercurio. Debe su nombre a la pintora australiana Clarice Beckett (1887-1935), y su nombre fue aprobado por la Unión Astronómica Internacional en 2008.
Fue descubierto en enero de 2008 en el primer vuelo sobre el planeta de la sonda espacial MESSENGER. El suelo no es liso y muestra una fosa en forma de arco o de un auricular de un teléfono, que también se llama fosa central. La fosa mide 35 x 7,5 km Tal característica puede tener su origen en la caída de una cámara magmática subyacente en la parte central del cráter. Esta característica parecida a la de las calderas volcánicas de la Tierra cuando colapsan.